# René Latourelle
 René Latourelle est un prêtre Jésuite et professeur québécois né à Montréal le 28 octobre 1918 et mort à Richelieu le 16 novembre 2017.
Il est auteur d'une quinzaine d'ouvrages.

## Distinctions
- 1991 - Officier de l'Ordre du Canada
- 1994 - Grand officier de l'Ordre national du Québec

## Œuvres
- Seigneur Jésus, montre-nous ton visage, 2001
- L'Infini du sens, Jésus-Christ, 2000
- François-Joseph Bressani, missionnaire et humaniste , 1999
- Dictionnaire de théologie fondamentale, 1992, avec René Latourelle comme directeur de publication
- Dizionario di teologia fondamentale, 1990 avec René Latourelle comme directeur de publication
- Vatican II (1988) de Pontificia università gregoriana. Rome et autre(s) avec René Latourelle comme directeur de publication
- Miracles de Jésus et théologie du miracle, 1986
- L'Homme et ses problèmes dans la lumière du Christ, 1981
- Théologie, science du salut, 1968
- Théologie de la Révélation, Desclée de Brouwer, 1966
- Brébeuf, 1958, de Jean de Brébeuf avec René Latourelle comme éditeur scientifique
- Étude sur les écrits de saint Jean de Brébeuf 1, 1952